# Jorge Cayuela
Jorge Cayuela Peiró (Badalona, Barcelona, España, 15 de septiembre de 1944) es un exfutbolista español que se desempeñaba como centrocampista.

## Clubes
| Club                | País    | Año       |
| ------------------- | ------- | --------- |
| C. F. Badalona      | España  | 1960      |
| RE Virton           | Bélgica | 1961-1964 |
| R. S. C. Anderlecht | Bélgica | 1964-1967 |
| Valencia C. F.      | España  | 1967-1970 |
| C. D. Castellón     | España  | 1970-1974 |